# Murat Kardanov
Murat Kardanov (né le 4 janvier 1971) est un lutteur russe spécialiste de la lutte gréco-romaine. Il participe aux Jeux olympiques d'été de 2000 et devient champion olympique.

## Palmarès

### Jeux olympiques
- Jeux olympiques de 2000 à Sydney,  Australie
  -  Médaille d'or